# Euchlaenidia monotona
Euchlaenidia monotona là một loài bướm đêm thuộc phân họ Arctiinae, họ Erebidae.